# Franz Stibral
Franz Stibral (16. listopadu 1854 Vídeň – 1. února 1930 Salcburk) byl rakousko-uherský, respektive předlitavský státní úředník a politik, v letech 1899–1900 a znovu roku 1916 ministr obchodu Předlitavska.

## Biografie
Studoval na gymnáziu v Linci a Salcburku a pak v roce 1876 absolvoval Vídeňskou univerzitu, kde následujícího roku získal titul doktora práv. Od roku 1876 působil jako státní úředník, nejprve na dolnorakouské finanční prokuratuře, od roku 1877 na ministerstvu obchodu. Zde se roku 1886 stal ministerským tajemníkem, roku 1892 sekčním radou, roku 1896 ministerským radou a roku 1897 sekčním šéfem. Počátkem 90. let se podílel na dojednání celních a obchodních smluv s Německem, Itálií, Belgií a Švýcarskem.
První vrchol jeho politické kariéry nastal koncem 19. století za vládě Manfreda Clary-Aldringena, v níž se stal provizorním ministrem obchodu coby správce. Funkci zastával v období 2. října 1899 – 18. ledna 1900. Jako ministr se angažoval v otázce prodloužení celní smlouvy s Uherskem.
Po odchodu z vlády se vrátil na post vysokého úředníka na ministerstvu obchodu. V roce 1906 vedl jednání o obchodních smlouvách s Ruskem a Rumunskem. Měl neshody s ministrem Josefem Fořtem, kvůli kterým roku 1907 ministerstvo opustil. V roce 1909 byl jmenován doživotním členem Panské sněmovny. V roce 1910 se přestěhoval do Salcburku. Zde v letech 1910-1914 zastával funkci prezidenta nadace Mozarteum.
V roce 1912 odmítl nabídku stát se opět ministrem obchodu. Do vlády nicméně vstoupil roku 1916, kdy se stal za druhé vlády Ernesta von Koerbera opět krátce ministrem obchodu. Funkci zastával v období 31. října 1916 – 20. prosince 1916. Pak se opět stáhl do Salcburku.